# Mathématiques modernes
Cet article concerne l'histoire de l'enseignement des mathématiques. Pour le groupe de musique, voir Mathématiques modernes (groupe).
 (août 2016).

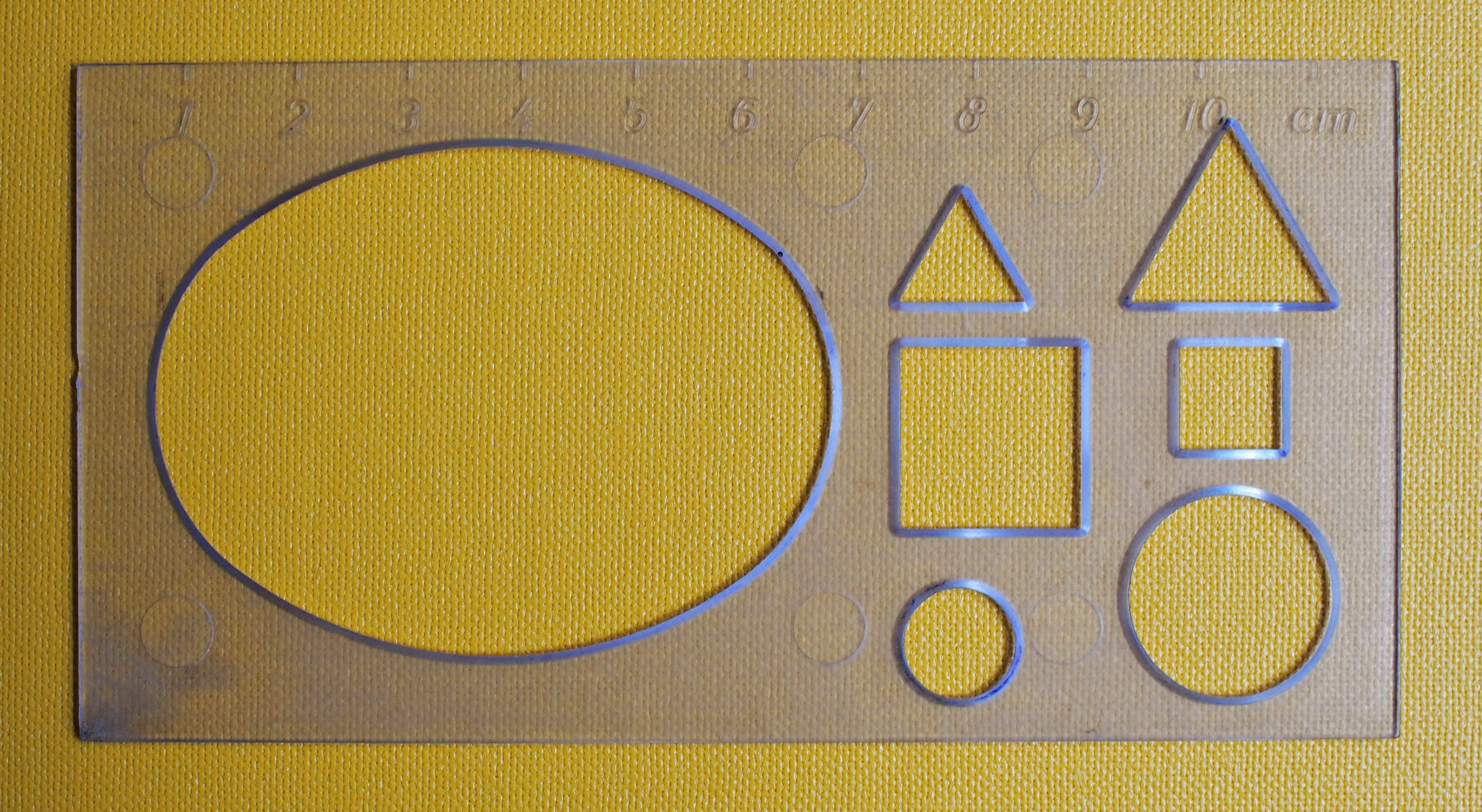
Pochoir, théorie des ensembles utilisée dans la « Nouvelle Mathématique » : école élémentaire allemande, ~1976

Les « mathématiques modernes » (souvent appelées familièrement les « maths modernes ») étaient une façon d'enseigner les mathématiques dans les pays occidentaux durant les années 1960 et 1970. Elles visaient d'une part à améliorer le niveau scientifique général de la population via un enseignement plus abstrait dès l'école primaire et, d'autre part, à dépoussiérer l'enseignement classique des mathématiques à l'école. Ce dernier, très empreint de géométrie, d'arithmétique et de trigonométrie, avait en effet tardé à incorporer les mutations des mathématiques durant la première moitié du XXe siècle.
La radicalité de cette réforme, son élitisme, son introduction trop rapide et son lancement dans une période de grands changements de société et de massification de l'enseignement, ont mené à son rejet par de nombreux instituteurs, professeurs[réf. nécessaire] et parents d'élèves. L'enseignement actuel des mathématiques a été façonné en partie par les réponses apportées aux critiques formulées à l'encontre des mathématiques modernes.

## Contexte historique

### Contexte historique international
En pleine guerre froide, le lancement de Spoutnik 1 en 1957 par les Soviétiques provoqua un véritable traumatisme aux États-Unis, où il fut comparé par plusieurs journaux à une forme de Pearl Harbor technologique. Afin d'améliorer à grande échelle les compétences scientifiques de la population et de rattraper les ingénieurs soviétiques, réputés très bons mathématiciens, un ensemble de réformes de l'école américaine, portant principalement sur le niveau primaire (grade school), fut décidé. On l'appela les New Math (littéralement les « maths nouvelles »), que l'on traduira par « mathématiques modernes » ou « maths modernes » dans le monde francophone. 
Dès le début des années 1960, cette nouvelle méthode de formation fut aussi adoptée par de nombreux pays d'Europe de l'Ouest (Royaume-Uni, France, Allemagne de l'Ouest, Belgique…) avec des ajustements et spécificités propres à chaque pays.

### Contexte historique français
Les mathématiques modernes sont apparues en France dans un contexte différent des États-Unis, moins marqué par la guerre froide. Leur genèse a été beaucoup plus influencée par le bourbakisme en mathématiques et, dans une moindre mesure, par le structuralisme en sciences humaines et la pédopsychologie de Piaget.
Dans les années 1950 et 1960, la recherche en mathématiques en France était dominée, ou en tout cas fortement inspirée, par l'école Bourbaki, qui venait de publier de nombreux tomes du traité Éléments de mathématique. L'objectif ambitieux de ce travail était de reformuler entièrement les mathématiques en se fondant notamment sur la notion de structure. Beaucoup de gens dénonçaient l'écart grandissant qui se creusait entre les mathématiques enseignées à l'école et les mathématiques pratiquées par les chercheurs. De là naquit une dynamique visant à moderniser l'enseignement des mathématiques. 
Le contexte institutionnel et social de l'époque aide à comprendre comment cette réforme a été reçue et perçue sur le terrain[évasif]. Le contexte institutionnel, tout d'abord, était caractérisé par la massification de l'enseignement. L'instruction obligatoire jusqu'à 16 ans avait été mise en œuvre graduellement par les réformes Berthoin en 1959 et Fouchet en 1963. Le collège unique fut instauré par la loi Haby en 1975. Quant au contexte social, il fut marqué par les événements de mai 1968, qui se produisirent peu après le début de la mise en œuvre de cette réforme[réf. nécessaire].

## Les mathématiques modernes dans différents pays

### Aux États-Unis
Les années de guerre ayant montré le poids des scientifiques dans l'économie industrielle, les Mathématiques modernes furent introduites aux États-Unis pour répondre à la demande croissante d'ingénieurs et de personnels de laboratoire, tout en préparant l'accès des étudiants aux théories scientifiques apparues dans la première moitié du XXe siècle. Pour cela, le cursus fut adapté, abandonnant l'enseignement de la géométrie par le dessin, au profit de davantage d'abstraction. C'est vers cette époque que, par exemple, la définition de l'intégrale selon Riemann fit son apparition dans l'enseignement de l'analyse élémentaire, amenant avec elle une rigueur que les mathématiciens du siècle précédent n'avaient développée que lorsqu'ils se trouvèrent confrontés aux apparents paradoxes soulevés par les séries de Fourier.
L'une des réponses les plus mesurées à cette tendance fut l'article collectif cosigné par Lipman Bers, Morris Kline, George Pólya et Max Schiffer, qui appelait à s'appuyer sur l'épistémologie génétique : « Le meilleur moyen pour guider le développement mental du sujet est de l'inviter à suivre l'évolution des idées : connaître les grandes lignes suivies, bien sûr, sans se perdre dans les mille et une impasses. »

### En France
En France, la « réforme des maths modernes » fut lancée sous l'impulsion de la Commission ministérielle d’étude pour l’enseignement des mathématiques, présidée par André Lichnerowicz, communément appelée « Commission Lichnerowicz ». Cette commission débuta ses travaux en janvier 1967 et demeura active jusqu'en 1973. Elle comportait plusieurs membres du groupe Bourbaki, dont le rayonnement international fut souvent invoqué pour justifier les décisions prises.
L'objectif de cette réforme était de moderniser l'enseignement des mathématiques à l'école primaire, au collège et au lycée. Elle insistait notamment sur les structures mathématiques et ce que les mathématiciens nomment la théorie naïve des ensembles, et que les non-mathématiciens appellent souvent la « théorie des ensembles » par abus de langage.
Cette réforme fut pilotée sans grande concertation avec les enseignants, à charge pour les inspecteurs de l'Éducation nationale de transmettre les instructions et de mettre en place les stages de recyclage. Cette approche ne facilita pas son adoption par la base.
Plusieurs membres de la Commission Lichnerowicz se désolidarisèrent du groupe au début des années 1970, notamment Jean Dieudonné. Lichnerowicz démissionna en 1973, ce qui sonna le glas de la deuxième phase de la réforme.
À l'école primaire, la théorie des ensembles et les bases de numération autres que la base dix constituaient l'aspect le plus visible de la réforme. Le programme commençait par l'étude de la théorie naïve des ensembles en parallèle de l'arithmétique. Par exemple, la base 2, essentielle en électronique et en informatique, était présentée dès le CE1 (7 ans), ainsi qu'une rapide introduction à la base 3. Une première initiation à la théorie naïve des ensembles était enseignée au moyen de diagrammes bigarrés, également dès le CE1. On espérait ainsi développer la pensée logique et les facultés d'abstraction des élèves.
En sixième (11 ans) et en cinquième (12 ans), les élèves se penchaient à nouveau sur la théorie des ensembles, cette fois sous l'angle des relations et des applications. Le programme était aussi caractérisé par une approche différente de l'arithmétique, et la mise en pratique du calcul était souvent remplacée par une approche théorique, plus abstraite.
En classe de quatrième (13 ans), dans certaines écoles, la géométrie était détachée de la notion de dessin et de construction, pour endosser une structure axiomatique plus algébrique. Le théorème de Thalès a fini par être érigé en axiome à partir de la classe de quatrième. La notion de mesure algébrique, à mi-chemin entre la notion de distance et celle de vecteur, ajoutait à la confusion dans la formulation de cet axiome. En troisième (14 ans) et en seconde (15 ans), l'approche classique de la géométrie euclidienne était mêlée à des éléments théoriques inspirés du programme d'Erlangen.
L'algèbre abstraite était introduite dès la classe de seconde (15 ans), avec notamment les structures de groupe, de corps et d'espace vectoriel, en utilisant un symbolisme issu de la théorie des ensembles (quantificateurs logiques notamment). En classe de première (16 ans), beaucoup de temps était consacré aux espaces vectoriels, aux applications linéaires et à l'algèbre linéaire, notamment aux matrices, et très peu à la géométrie. Au lycée, la géométrie n'était véritablement abordée qu'en terminale (17 ans), sous l'angle théorique des isométries.

### En Belgique
En Belgique, la réforme de l'enseignement des mathématiques est promue notamment par Georges Papy qui publie un traité en six volumes sur l'enseignement des mathématiques modernes et qui l'a expérimenté sur des élèves de quinze ans.

### En URSS
En URSS, les programmes de mathématiques sont réformés dans les années 1960 et un manuel supervisé par Andreï Kolmogorov est publié en 1968 ; il donne cependant moins de poids à l'algèbre linéaire que ses équivalents en Europe occidentale.

## Problèmes posés par les mathématiques modernes

### Changement radical, excès d'abstraction
De nombreux enseignants et parents d'élèves, en France comme aux États-Unis, se plaignirent de cette nouvelle façon d'enseigner les mathématiques, d'autant plus que les moyens matériels manquaient. 
Ainsi en 1967, au début de la réforme[réf. nécessaire], les élèves de 6e, habitués à disposer d'un manuel de calcul bourré d'illustrations en couleurs, habiles dans les problèmes d'arithmétique ou de géométrie, se voyaient à leur consternation[réf. nécessaire] équipés au jour le jour de feuilles mobiles polycopiées sur du papier pelure, où étaient gribouillées des « patates » représentant les « ensembles ».
Outre la résistance naturelle au changement, le changement était trop radical[réf. nécessaire]. Les parents ne comprenaient rien à ce que leurs enfants étudiaient à l'école et étaient frustrés de ne pas pouvoir leur apporter de soutien. L'abstraction était à leurs yeux excessive et trop éloignée des compétences moyennes des élèves[réf. nécessaire].

### Élitisme
L'enseignement des mathématiques modernes a été rapidement taxé d'élitisme car s'il convenait aux élèves doués en mathématiques, il posait en revanche souvent des difficultés aux autres élèves. Ce caractère ressenti a posteriori par une partie de l'opinion n'était évidemment pas du tout inscrit dans les intentions de départ des réformateurs. Bien au contraire il leur semblait qu'un enseignement pris à la base, en partant d'axiomes simples, n'introduisait pas de biais culturel dans l'apprentissage. Cette réforme fut accompagnée par les Irem et l'APMEP (Association de professeurs de l'Enseignement public).  Dans les années qui suivirent l'introduction de l'instruction obligatoire jusqu'à 16 ans, mai 68, puis l'instauration du collège unique, cet élitisme n'était pas dans l'air du temps et semblait incompatible avec la massification de l'enseignement.

### Introduction trop rapide
Lorsque la réforme fut mise en œuvre à la suite des préconisations de la Commission Lichnerowicz, de nombreux enseignants n'étaient pas prêts : « dans l’enseignement moyen seuls moins de 20 % des enseignants de mathématiques étaient alors des professeurs certifiés ou agrégés ». Parmi les plus de 80 % restants, beaucoup ne comprenaient pas grand-chose aux mathématiques modernes, et les besoins de formation furent mal anticipés et pas toujours satisfaits.

## Après les mathématiques modernes
Les mathématiques modernes stricto sensu furent abandonnées par la plupart des enseignants durant les années 1980. En France, par exemple, la géométrie traditionnelle revint dans les programmes de lycée à partir de 1983, au détriment de l'algèbre linéaire et de l'algèbre abstraite.
En revanche, les mathématiques modernes ont durablement influencé l'enseignement des mathématiques dans le monde occidental. Leurs excès ont été corrigés, l'algèbre est mieux enseignée aujourd'hui que dans les années 1950, et les débats au sujet des « maths modernes » ont fait place à de nouveaux débats.